# Hemeya Tanjy
Hemeya Tanjy (1º maggio 1998) è un calciatore mauritano, attaccante dell'Al-Hilal Bengasi e della nazionale mauritana.

## Carriera

### Club
Ha giocato nella prima divisione mauritana.
In carriera ha giocato 6 partite e segnato 4 gol in CAF Champions League e giocato 5 partite in Coppa della Confederazione CAF.

### Nazionale
È stato convocato dalla nazionale mauritana per disputare la Coppa d'Africa 2019 e la Coppa d'Africa 2021.

## Palmarès

### Club

#### Competizioni nazionali
- Campionato mauritano: 4

Nouadhibou: 2017-2018, 2018-2019, 2019-2020, 2020-2021